# City Hunter
Cet article concerne le manga. Pour la série d'animation, voir Nicky Larson (série télévisée d'animation). Pour la série télévisée sud-coréenne, voir City Hunter (série télévisée).
City Hunter (シティーハンター, Shitī Hantā) est un shōnen manga écrit et dessiné par Tsukasa Hōjō. Il a été prépublié entre 1985 et 1991 dans le magazine Weekly Shōnen Jump de l’éditeur Shūeisha et a été compilé en un total de trente-cinq volumes. Plusieurs rééditions ont vu le jour au format bunko et kanzenban. La version française a été publiée par J'ai lu entre 1996 et 1999 en trente-six volumes, et est rééditée en édition deluxe par Panini à partir de 2005.
Une adaptation en série télévisée d'animation de 140 épisodes, intitulée Nicky Larson en France, est diffusée entre avril 1987 et octobre 1991. Plusieurs films d'animation et films live ont également vu le jour.
Entre 2001 et 2017, Tsukasa Hōjō publie la série Angel Heart qui se déroule dans un univers parallèle à City Hunter.

## Synopsis
Tokyo, les années 1980. Ryô Saeba (Nicky Larson dans la version française de l'anime) est un homme de l'ombre, un nettoyeur. Filatures, protection rapprochée, parfois meurtres, il accepte n'importe quel travail du moment « que le cœur du client [fait] vibrer le mien », dit-il. Son partenaire Hideyuki Makimura (Toni Marconi), est un ancien policier. Un jour Makimura est assassiné par le cartel Union Teope. Sa sœur, Kaori (Laura Marconi), décide de prendre la relève de son frère comme partenaire. Dès ce moment, Ryô s'efforcera de ne plus tuer. Ryô est une personne qui cache ses sentiments. Son lourd passé n'est que vaguement évoqué. Il semble jouer un jeu quand il drague les jolies filles. Par la suite, on apprend que Kaori et Ryô s'aiment mais n'osent pas se l'avouer, car Ryô ne peut se permettre de tomber amoureux avec son travail et le milieu dans lequel il vit car comme il le dit si bien « une femme peut tomber amoureuse d'une personne pour le reste de sa vie, moi je ne peux l'être que de temps en temps ».
L'histoire tourne principalement autour de la relation Ryô - Kaori, et des missions qu'accomplit Ryô : en général voler au secours d'une belle jeune fille en difficulté. Il a pour principe de ne jamais accepter les clients masculins, même s'il n'a plus rien à manger. La seule chose qui le motive est une belle femme, ce qui bien sûr exaspère Kaori. Dans la mesure où il parvient à tenir Kaori éloignée, il exige de se faire payer sous la forme d'une relation sexuelle. Il consentira tout de même, en de rares occasions, à aider des hommes ou des enfants.

## Personnages
Les personnages principaux sont Ryô Saeba, Kaori Makimura, Umibôzu et Saeko Nogami.

## Manga
La publication de cette série débute au Japon dans le magazine de prépublication Weekly Shōnen Jump de la maison d’édition Shūeisha. Le premier tankōbon est publié le 10 janvier 1986. La série est compilée en 35 tomes jusqu’au 10 avril 1992. Pour fêter les 20 ans de la série, elle est rééditée dans une version deluxe de décembre 2003 à avril 2005 par l'éditeur Tokuma Shoten,.
La série est publiée une première fois en français aux éditions J'ai lu et compte 36 volumes au total, contre 35 en japonais. La seconde édition en version deluxe est éditée par Panini entre octobre 2005 et octobre 2010. Si elle est de bien meilleure qualité graphique (format agrandi, qualité papier / encre, illustrations, présentation de certains chapitres dans leur forme originale couleur), les commentaires originaux et illustrés de l’auteur en début de tomes ont disparu au profit d’anecdotes sur la naissance de City Hunter. À noter que cette dernière édition, identique à la réédition japonaise, a bénéficié d’une nouvelle traduction depuis le japonais,. Une Perfect Edition en 16 volumes, avec un volume supplémentaire pour les guides XYZ, proposant une traduction révisée et un grand format est publiée depuis septembre 2022.
La série est également publiée en Allemagne par Egmont Manga & Anime, en Espagne par MangaLine Ediciones, aux États-Unis par Raijin Comics ou encore en Italie par Star Comics.

## Produits dérivés

### Anime
Le manga City Hunter est adapté en dessin animé avec 140 épisodes de 1987 à 1991.
En 1989, un premier film d'animation est réalisé : City Hunter : Amour, Destin et un Magnum 357. En 1990, deux OAV séparés ont été créés : City Hunter: Bay City Wars et City Hunter : Complot pour un million de dollars. Puis, plusieurs City Hunter spécialement conçus pour la télévision furent créés : City Hunter : Services secrets en 1995, City Hunter: Goodbye My Sweetheart en 1997 et City Hunter : La Mort de City Hunter en 1999. Le film d'animation City Hunter: Shinjuku Private Eyes est sorti dans les salles japonaises le 8 février 2019 et le 13 juillet 2019 dans les cinémas en France. Le 24 janvier 2024 sort au cinéma en France le film d'animation City Hunter : Angel Dust.

### Films
- 1991 : Saviour of the Soul.
- 1992 : Niki Larson (City Hunter) avec Jackie Chan (Ryô) et Joey Wong (Kaori)[NB 2].
- 1996 : Mr Mumble réalisé par Jun-Man Yuen et Michael Chow avec Michael Chow, Pauline Suen, Françoise Yip, Erik Kee et Jessica Suen.
- 2018 : Nicky Larson et le Parfum de Cupidon réalisé par Philippe Lacheau.
- 2019 : City Hunter XYZ[11] (fan film) de Filip Wong.
- 2024 : Nicky Larson, réalisé par Yūichi Satō (en), produit par Netflix[12].

### Jeux vidéo
- 1990 : City Hunter (PC-Engine)
- 2019 : Ryō Saeba est un personnage jouable dans Jump Force (PlayStation 4, Xbox One, Windows, Nintendo Switch)

### Séries télévisées en prises de vues réelles
Une série télévisée en prises de vues réelles est annoncée en 2008, signé par Fox. Ce projet semble toutefois avoir été annulé sans autre précision. Cependant, la SBS (chaîne de télévision sud-coréenne) a, elle, officialisé qu'une série sur le thème de City Hunter serait diffusée à partir du 25 mai 2011 en Corée du Sud, Ryô Saeba étant incarné par Lee Min-ho et l'action prenant place à Séoul, en 2011. Remarquons néanmoins qu'à part le titre, rien ne relie véritablement le manga d'origine à cette série. Il ne s'agit donc pas véritablement d'une adaptation.

### Séries dérivées
Angel Heart de Tsukasa Hōjō est une série qui se déroule dans un univers parallèle à celui de City Hunter mais n'en est pas la suite à proprement parler, l'auteur l'indique dès la préface du premier volume et parle d'un « monde parallèle ». Les personnages principaux et éléments centraux de City Hunter sont gardés, mais le passif et les relations de chacun ont été largement remaniés. Ce manga commence par le mariage de Ryô et de Kaori, mais celle-ci est victime d'un accident mortel et son cœur est transplanté dans une jeune fille nommée Glass Heart.
Un manga du nom de City Hunter Rebirth, écrit par Sokura Nishiki, voit le jour en 2017 et met en avant les aventures de Kaori, une jeune femme de 40 ans qui arrive à la suite d'un accident dans l'univers de City Hunter.